# 金陵雅音
金陵雅音指東晉衣冠南渡後，流傳至南方之士族雅音。有多種語言稱源自金陵雅音：
古韻書
- 切韻，隋代韻書，切韻音一說係長安或洛陽音，一說係金陵音，一說從分不從合，力求兼通南朝與北朝語音
- 洪武正韻，明初建都南京時之韻書

語言
- 中古漢語，除閩語外各大漢語方言的共同祖語。